# Miyahuaxochtzin
Miyahuaxochtzin di Tiliuhcan (fl. XIV-XV secolo) è stata una regina di Tenochtitlán, moglie di re Huitzilíhuitl.

## Biografia
Era figlia di re Tlacacuitlahuatzin e sorella del principe Matlalxochtzin e della regina Tlacochcuetzin. Fu madre del principe Huehue Zaca e zia dei principi Cahualtzin, Tetlepanquetzatzin, Tecatlapohuatzin, Coauoxtli e Oquetzal. Fu anche nonna di re Huitzilatzin.
Un discendente di Miyahuaxochtzin, Hernando Huehue Cetochtzin, fu assoldato assieme a molti altri nobili indigeni per la spedizione di Hernán Cortés in Honduras, durante la quale morì.